# Yosano
Yosano (japanska: 与謝野町?, Yosano-chō) är en landskommun (köping) i norra delen av Kyoto prefektur i Japan.  